# Voice of Nigeria
Voice of Nigeria (VON) est la station de radiodiffusion internationale de l'État nigérian. Ses locaux administratifs se situent à Abuja tandis que ses studios sont à Lagos et à Abuja.

## Histoire
La station est fondée en 1961 comme service extérieur de la Nigerian Broadcasting Corporation. L'émetteur dispose alors d'une puissance de 10 kW HF, ce qui ne lui permet de couvrir que l'Afrique de l'Ouest deux heures par jour en anglais et en français. En 1963 la quantité de diffusion s'élève à six heures avec la mise en place de nouveaux émetteurs.
En 1989 5 émetteurs Brown Boveri sont achetés. C'est le 5 janvier 1990 que Voice of Nigeria devient autonome et en 1996 que trois émetteurs sont acquis, permettant à la radio de couvrir la planète entière.

## Langues
Voice of Nigeria émet en anglais, français, arabe, fulfulde, haoussa et swahili, igbo et yoruba.